# Nördliche Yuan
Mit Nördliche Yuan (Chinesisch: 北元; pinyin: Běi Yuán) war anfangs eine mongolische Dynastie der Dschingisiden gemeint, später stand der Herrschertitel im Vordergrund.
Im übertragenen Sinn war damit auch die Gruppe der beherrschten Stämme – überwiegend Chalcha – und das entsprechende Gebiet auf dem Mongolischen Plateau gemeint. Es existierte 1368 bis 1634.

## Yuan-Dynastie
Die mongolische, von Kublai Khan begründete Yuan-Dynastie in China wurde 1271 proklamiert.
1368 wurde sie von der Han-chinesischen Ming-Dynastie verjagt. Der letzte Khan, Toghan Timur floh mit seinen Leuten nach Norden, gab aber die Ansprüche gegenüber den Ming nie auf. Das Herrscherhaus wurde nun Nördliche Yuan genannt.
Biligtü Khan, Sohn Toghan Timurs, wurde 1370 sein Nachfolger. Ein bei Ausgrabungen in Karakorum gefundenes Amtssiegel mit teils chinesischer und Phags-pa-Schrift belegt diese Verhältnisse: Biligtü Khan firmierte unter dem Namen Zhaozong (昭宗 Zhāozōng) als Kaiser der Yuan.
Uskhal Khan, Sohn Biligtü Khans, wurde nach seinem Tod 1378 sein Nachfolger. Die Streitkräfte der Ming drängten nach und schlugen die Mongolen 1388 in einer Schlacht beim See Buir Nur: 70.000 Mongolen wurden gefangen genommen. Auf der Flucht nach Karakorum wurde er beim Tuul-Fluss von Jorightu Khan Yesüder angegriffen, ein General der Angreifer tötete ihn und seinen Sohn. Sie waren die letzten aus der Linie Kublai Khans.
Wie vor der Zeit Dschingis Khans griffen die mongolischen Stämme nun wieder regelmäßig das chinesische Kaiserreich an, was die Herrscher der Ming-Dynastie bewog, die Chinesische Mauer weiter auszubauen und zu verstärken. Es begannen in der Folge zahlreiche, durch China angestachelte Kämpfe der mongolischen Stämme untereinander.

## Zwischenphase
Jorightu Khan Yesüder (Mong.: Зоригт хаан, 1358–1392) übernahm den Titel eines „Mongolischen Khagan“ der Nördlichen Yuan. Nach seinem Tod folgte ihm (wahrscheinlich) sein Sohn Engke Khan, der nur bis 1393 regierte.

## Ringen mit den Oiraten
1412 wurde der von den Oiraten abhängige Delbeg Khan Großkhan der Nördlichen Yuan. In dieser Zeit erlitten die Oiraten eine Niederlage gegen die Ming und Adai Khan konnte erst die östlichen und dann die zentralen Gebiete der Mongolei vereinen. Im Ringen um die westlichen, oriatischen, Gebiete hatte er keinen abschließenden Erfolg; da die Oriaten aber einige Jahre keinen Khan hatten, war er zu dieser Zeit der einzige Khan der Mongolen. 1425 wurde er Großkhan. Die Ming betrachteten dies als Bedrohung und unterstützten nun wiederum die Oiraten. 1430 erlitt Adai Khan eine entscheidende Niederlage, 1438 wurde er von den Oiraten getötet.
Nun gewannen wieder die Oiraten die Oberhand und Esen Tayishi konnte seine Herrschaft auf die ganze Mongolei ausdehnen, 1449 fiel er in China ein, 1453 ernannte er sich zum Khan, doch schon im Folgejahr wurde er ermordet.
Es begann ein Ringen um die Vorherrschaft, 1475 konnte Manduul Khan sich gegen die meisten Khane durchsetzen, bis er 1478 ermordet wurde.

## Dayan Khan

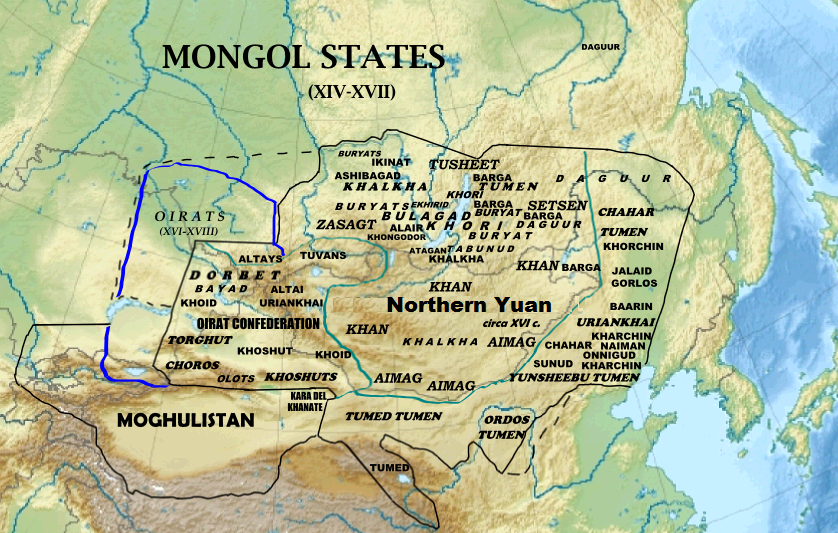
Karte der Ausdehnung des Reiches der Nördlichen Yuan im 16. Jh. in Englisch

Manduuls Tochter Manduchai setzte ihren minderjährigen Sohn Dayan Khan als neuen Khan ein, in der Folgezeit konnten die mongolischen Stämme wieder geeint werden. Er organisierte die Ostmongolen in zwei Flügel mit jeweils 3 Tümen, insgesamt also 6 Tümen (Tümen bedeutet Zehntausend):
- Linker Flügel: Khalkha, Chahar und Uriankhai (mongol.: Урианхай, MNS : Uriankhai)
- Rechter Flügel: Ordos, Tümed (mongol.: Түмэд) und Yöngshiyebü (ein Teilstamm der Khartschin (mongol.: Харчин) (mit Asud (mongol.: Асуд) und Khartschin))

Die Führung der Tümen übertrug er seinen Söhnen und Enkeln.
Zum Khan wurde immer ein Nachfahre seines ältesten Sohnes ernannt. Das war zunächst sein Enkel Bodi Alag Khan (reg. 1524/32/43–1548), dann dessen Sohn usw. Der letzte davon war Ligdan Khan (reg. 1603–1634). Die Würde eines Vizekönigs (Jinong) übernahmen nacheinander Bars Bolod (1484–1531/32) und seine beiden Söhne Gün-bilig und Altan.
Diese Einteilung bezog sich sowohl auf militärische als auch auf administrative Aspekte. 1517 wird als Höhepunkt Dayans Herrschaft angesehen, als er mit einer Armee bis Peking zog. 1542, kurz vor seinem Tod, besiegte er ein letztes Mal chinesische Truppen.

## Endphase
Während der Herrschaft von Daraisung Guden Khan (1547–57) wuchs die Macht des Altan Khan, der eigentlich nur den Ostflügel führte. In dieser Zeit begann der tibetische Buddhismus zur Staatsreligion der Mongolen zu werden. Tümen Zasagt Khan gelang es während seiner Herrschaft 1558–92 ein letztes Mal alle Mongolen zu vereinen. Danach schwand die Einigkeit unter den Mongolen.
Im Ringen zwischen den beiden bedeutendsten mongolischen Stämmen wichen die (westmongolischen) Oiraten vor den (ostmongolischen) Chalcha zurück.
Im Osten kämpfte Ligdan Khan ab 1619 erfolglos gegen den wachsenden Druck der Mandschu unter Nurhaci und Hung Tayiji. Er verlor den Rückhalt vieler ostmongolischer Stämme, musste mit seinem Stamm, den Chakhar, fliehen und starb 1634. Seine Witwe und minderjährigen Söhne Ejei und Abunai wurden Spielball verschiedener Interessen und gerieten in die Hand der Mandschu. Ejei (1622–1641) übergab Hung Tayiji dabei das – angeblich durch wunderbare Umstände wiedergefundene – Yüan-Reichssiegel und damit das Khanat.
Die mongolischen Chakhar schlossen sich in den folgenden Jahren den mandschurischen Jurchen an.